# Aleksei Leóntiev
|  | No s'ha de confondre amb Wassily Leontief. |

Aleksei Nikolàievitx Leóntiev (en rus: Алексей Николаевич Леонтьев) (Moscou, 1903 – Moscou, 1979) fou un psicòleg del desenvolupament soviètic, conegut com el fundador de la teoria de l'activitat.

## Biografia
Leóntiev va treballar amb Lev Vigotski (1896-1934) i Aleksandr Lúriya (1902-1977) des de 1924 fins a 1930, col·laborant en el desenvolupament d'una psicologia marxista com a resposta al conductisme i l'èmfasi en el mecanisme estímul-resposta com a explicació del comportament humà. Leóntiev va deixar el grup de Vigotski a Moscou el 1931 per assumir una posició a Khàrkiv. Va continuar treballant amb Lev Vigotski per un temps però, eventualment, hi va haver un trencament en la seva col·laboració, tot i que van continuar comunicant-se l'un amb l'altre sobre temes científics (Veer and Valsiner, 1991). Leóntiev va retornar a Moscou el 1950 com a Cap de Departament de Psicologia de la Facultat de Filosofia de la Universitat Estatal de Moscou. El 1966, es va convertir en el primer degà de la recentment establerta Facultat de Psicologia a la Universitat Estatal de Moscou, on va treballar fins a la seva mort el 1979. Va morir d'un atac a el cor.

## Obra científica
Els primers treballs científics de Leóntiev estaven realitzats sota el marc del programa d'investigació cultural-històrica de Vigotski i s'enfocaven en l'exploració del fenomen cultural-mediàtic. Representatiu d'aquest període és l'estudi de Leóntiev sobre la memòria intervinguda en nens i adults: El desenvolupament d'altes formes de memòria, de 1931.
La mateixa escola d'investigació de Leóntiev està basada en la completa anàlisi psicològica dels fenòmens de l'activitat. El desenvolupament sistemàtic dels fonaments psicològics de la Teoria de l'activitat va ser iniciat en els anys 1930 per l'Escola de Psicologia de Khàrkiv de psicòlegs encapçalats per Leóntiev i que va incloure investigadors com ara Zaporozhets, Galperin, Zinchenko, Bozhóvich, Asnin, Lukov, etc. En la seva forma més completa, la teoria de l'activitat va ser subseqüentment desenvolupada i institucionalitzada com la doctrina psicològica líder a la Unió Soviètica en el període de la postguerra, després que Leóntiev es mudés de Khàrkiv a Moscou i prengués un càrrec docent a la Universitat estatal de Moscou.
Per Leóntiev, l′'activitat' consistia en aquests processos "que es concreten en la vida real de les persones al món objectiu pel qual estan envoltats, un ésser social a tota la varietat i riquesa de les seves formes" (Leóntiev 1977). El nucli de la feina de Leóntiev és la proposta que podem examinar els processos humans des de la perspectiva de tres diferents nivells d'anàlisi. El més alt, el nivell més general és aquell que diu que l′activitat i les motivacions el condueixen. En un nivell intermedi es troben les accions i les seves metes associades, i en el nivell més baix es troba l'anàlisi de les operacions que serveixen com a mitjans per assolir els objectius de major ordre.

## Textos en línia de Leóntiev
En anglès
- Problems of the Development of the Mind, 1959 (1a ed.), 1965 (2a ed.), 1972 (3a ed.), 1981 (4th ed.); traduït a l'anglès en el 1981:
  - The problem of the origin of sensation Arxivat 2008-03-01 a Wayback Machine. (p. 7-53). In Problems of the Development of the Mind. (Trad. M. Kopylova) Moscow: Progress Publishers

En rus
- Леонтьев А.Н. (1947). Психологические вопросы сознательности учения
- Леонтьев А.Н. (1977). Деятельность. Сознание. Личность (idem)
- Леонтьев А.Н. (2000). Лекции по общей психологии
- Леонтьев А. Н. (1978). Воля
- Леонтьев А. Н. (1986). Проблема деятельности в истории советской психологии

## Obres en castellà
- El desarrollo del Psiquismo, Editorial Akal, 1983 - ISBN 9788473396363
- Psicología y Pedagogía (junto a Lev Vygotski i Aleksandr Lúriya), Editorial Akal, 2004 - ISBN 9788446022152